# Chatham (Illinois)
Chatham es una villa ubicada en el condado de Sangamon en el estado estadounidense de Illinois. En el Censo de 2010 tenía una población de 11500 habitantes y una densidad poblacional de 775,98 personas por km².

## Geografía
Chatham se encuentra ubicada en las coordenadas 39°40′15″N 89°41′58″O / 39.67083, -89.69944. Según la Oficina del Censo de los Estados Unidos, Chatham tiene una superficie total de 14.82 km², de la cual 14.81 km² corresponden a tierra firme y (0.03%) 0.01 km² es agua.

## Demografía
Según el censo de 2010, había 11500 personas residiendo en Chatham. La densidad de población era de 775,98 hab./km². De los 11500 habitantes, Chatham estaba compuesto por el 93.57% blancos, el 2.47% eran afroamericanos, el 0.09% eran amerindios, el 1.85% eran asiáticos, el 0.07% eran isleños del Pacífico, el 0.39% eran de otras razas y el 1.57% pertenecían a dos o más razas. Del total de la población el 1.97% eran hispanos o latinos de cualquier raza.